# Mary Kate Schellhardt
 (mars 2018).
Si vous disposez d'ouvrages ou d'articles de référence ou si vous connaissez des sites web de qualité traitant du thème abordé ici, merci de compléter l'article en donnant les références utiles à sa vérifiabilité et en les liant à la section « Notes et références ».
Mary Kate Schellhardt, née le 1er novembre 1978 à Chicago, États-Unis, est une actrice américaine.

## Biographie
Mary Kate Schellhardt vient d'une famille d'artiste. Elle a deux sœurs et un frère qui est également acteur, Stephen Schellhardt. Elle a étudié à Chicago au "New Trier High School" à Winnetka et au "Piven Theatre Workshop". Elle étudie l'art dramatique à l'Université Carnegie-Mellon,.   

## Filmographie
- 1995 : Apollo 13 de Ron Howard : Barbara Lovell

### Film
| Année | Titre                               | Rôle                        | Notes       |
| ----- | ----------------------------------- | --------------------------- | ----------- |
| 1993  | What's Eating Gilbert Grape         | Ellen Grape                 |             |
| 1995  | Apollo 13                           | Barbara Lovell              |             |
| 1995  | Free Willy 2: The Adventure Home    | Nadine                      |             |
| 1999  | Out of Courage 2: Out for Vengeance | Gretchen Wilson             | Short       |
| 2007  | Mr. Blue Sky                        | Bonnie Tailor               |             |
| 2008  | Jack Rio                            | Jamie McNeil / Jill Madison |             |
| 2009  | Not Twilight                        | Bella                       | Video short |
| 2010  | Infection: The Invasion Begins      | Reporter                    |             |
| 2016  | Saturday Scout Club                 | MK                          |             |

### Television
| Année | Titre                     | Rôle            | Notes                      |
| ----- | ------------------------- | --------------- | -------------------------- |
| 1994  | Les Intouchables          | Sally           | "Legacy"                   |
| 1995  | The Great Mom Swap        | Terry Venessi   | TV film                    |
| 2000  | Chicken Soup for the Soul | Katelin         | 1 episode                  |
| 2006  | Scrubs                    | Carol           | "My Extra Mile"            |
| 2006  | Windfall                  | Julia           | "Urgent Care", "Priceless" |
| 2007  | House                     | Female Fellow   | "97 Seconds"               |
| 2008  | Small Town News           | Reggie Blaylock | TV film                    |
| 2009  | Private Practice          | Laurie          | "Acceptance"               |
| 2012  | Ben and Kate              | Woman #2        | "The Trip"                 |
| 2016  | New Girl                  | Betsy           | "Landing Gear"             |